# Мюрефте
Мюрефте (тур. Mürefte; грец. Μυριόφυτον) — селище в районі Шаркьой (тур. Şarköy), Туреччина.

## Географія
90 км до центру міста Текірдаг, 13 км до міста Шаркьой.

## Історія
Рання історія цього міста не відома. Перша писемна згадка про місто зафіксована у зв'язку з землетрусом, який знищив його в 1063 році. Близько 1350 року місто відвідав Іоанн VI Кантакузин. За деякими свідченнями місто виникло тоді, коли частина греків була вигнана з міста Ізмір. Морська торгівля та виробництво вина відігравали важливу роль у минулому Мюрефте. У 1650—1900 роках вино експортувалося з Мюрефте до Франції та Італії судами. Місто було майже знищене землетрусом 1912 року, однак деякі історичні споруди свідчать про його минуле значення.
Згідно з щорічником 1892 року, написаним Шевкетом Дагдевіреном, директором провінційної друкарні Едірне, цей землетрус приніс руйнування не тільки в Геліболу Санджак, а й в села Ганоз і Кестанболу, які постраждали під час землетрусу в Мюрефте. Загальна чисельність населення до катастрофи була 17 547 чоловік — 2400 прихильників ісламу, 15138 християн та 9 євреїв. Жителі міста займалися виноградарством, мореплавством та землеробством.
Виноград є провідним продуктом виробництва в місті. Тут створюють два види карамелі та вино. Хоча на смак цей виноград не смачний, тому славиться чорне вино зроблене з нього. У селі знаходиться відомий виробник вина «Кутман», який підтримує музей вина. Свою назву Мюрефте отримало від слова Міріофітон  [Архівовано 22 червня 2020 у Wayback Machine.]. У 920 дворах зараз мешкає 491 мусульман, 3930 греків, 10 вірмен, 9 євреїв.

## Населення
| Дані чисельності населення сусідства за роками | Дані чисельності населення сусідства за роками | Дані чисельності населення сусідства за роками | Дані чисельності населення сусідства за роками |
| Рік                                            | Всього                                         | Жінки                                          | Чоловіки                                       |
| ---------------------------------------------- | ---------------------------------------------- | ---------------------------------------------- | ---------------------------------------------- |
| 2012                                           | 2 650                                          | 1325                                           | 1325                                           |
| 2011                                           | 2 763                                          | 1388                                           | 1375                                           |
| 2010                                           | 2 850                                          | 1440                                           | 1410                                           |
| 2009                                           | 2 859                                          | 1438                                           | 1421                                           |
| 2008                                           | 2 861                                          | немає даних                                    | немає даних                                    |
| 2007                                           | 2 845                                          | немає даних                                    | немає даних                                    |
| 2000                                           | 3 510                                          | немає даних                                    | немає даних                                    |
| 1990                                           | 2 726                                          | немає даних                                    | немає даних}                                   |

## Помітні люди
- Арістотель Куртидіс (1858—1928), грецький адвокат і настоятель.
- Васіліс Логофетидіс (1897—1960), грецький актор.

## Галерея

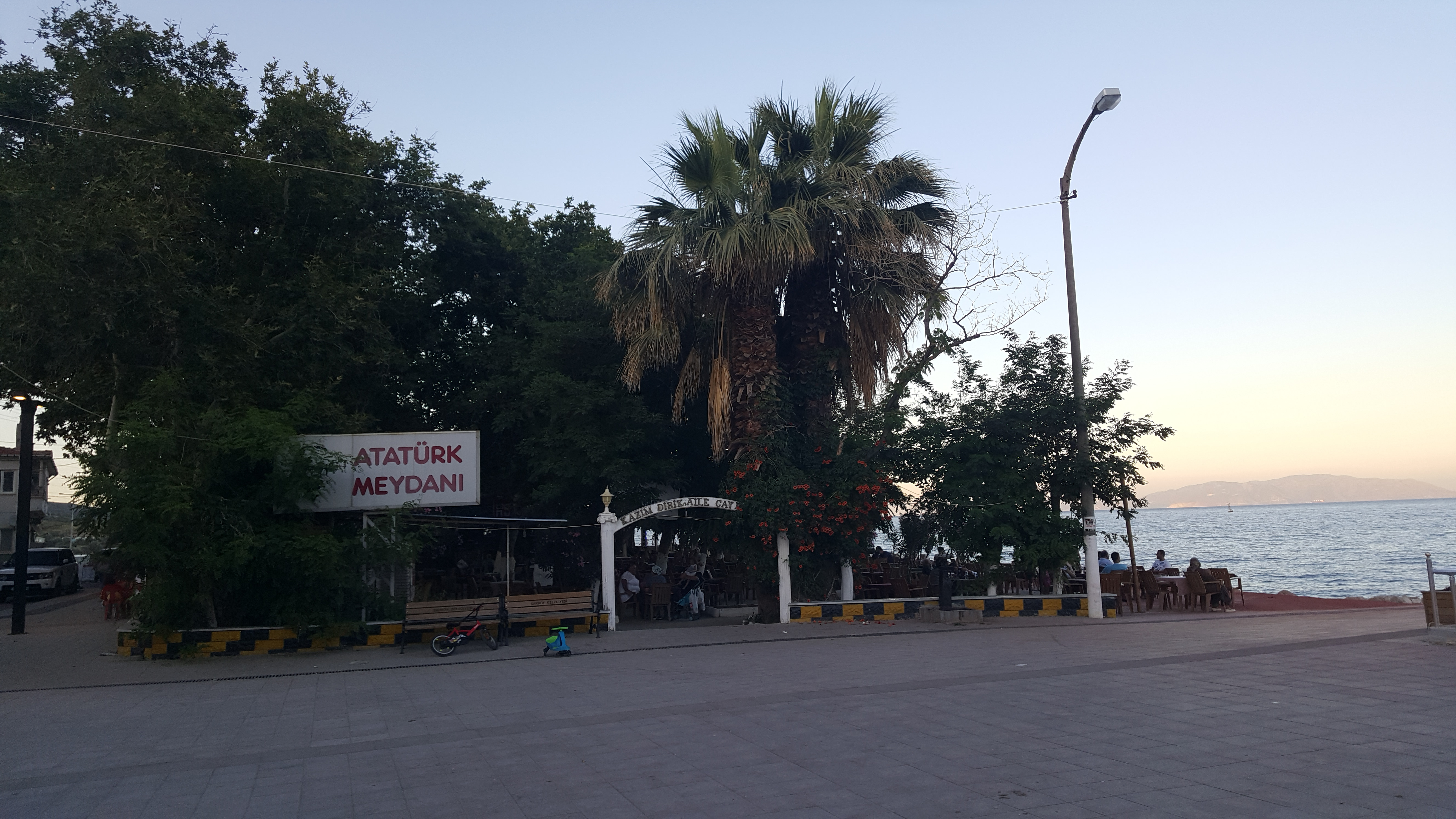
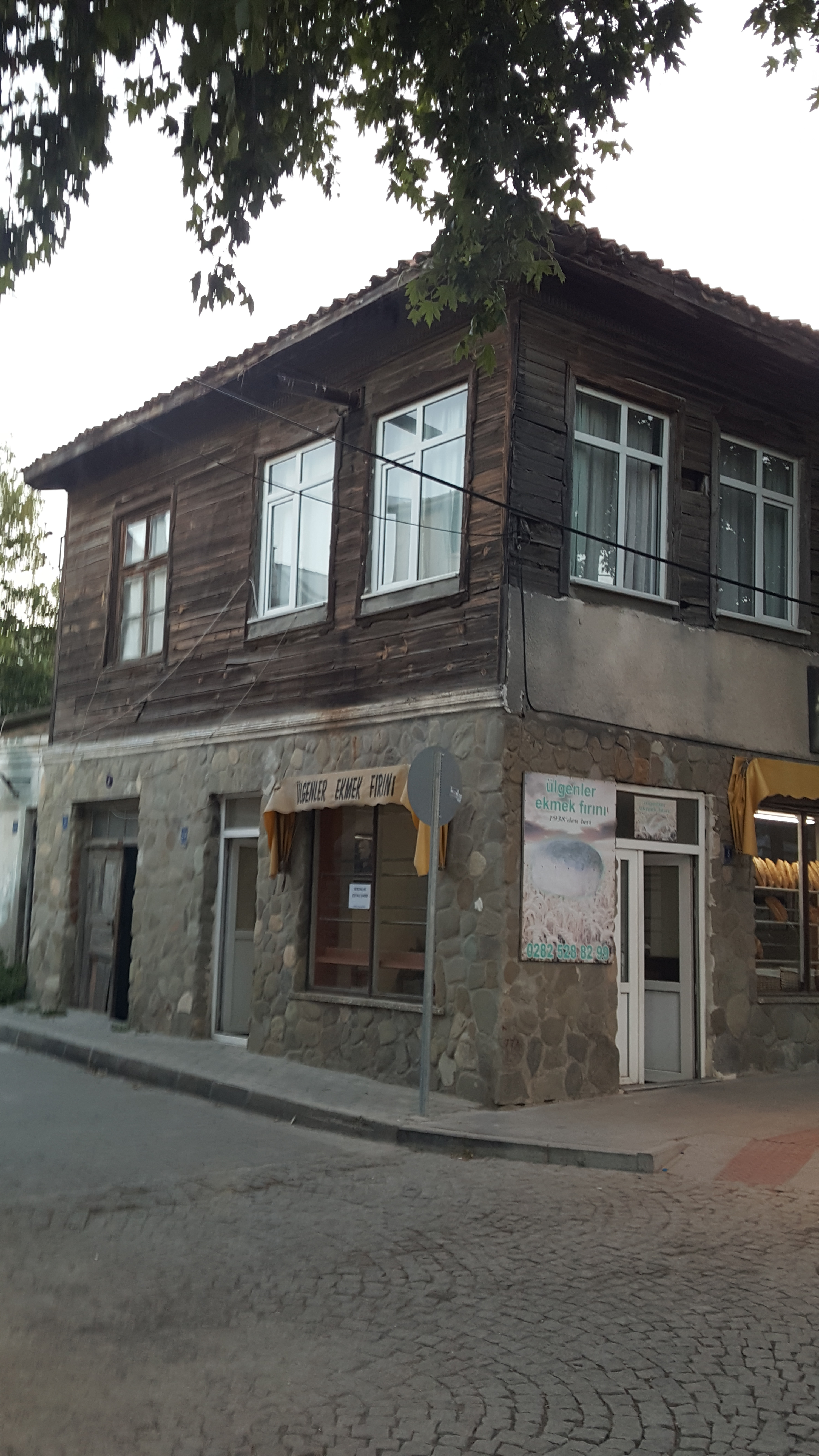
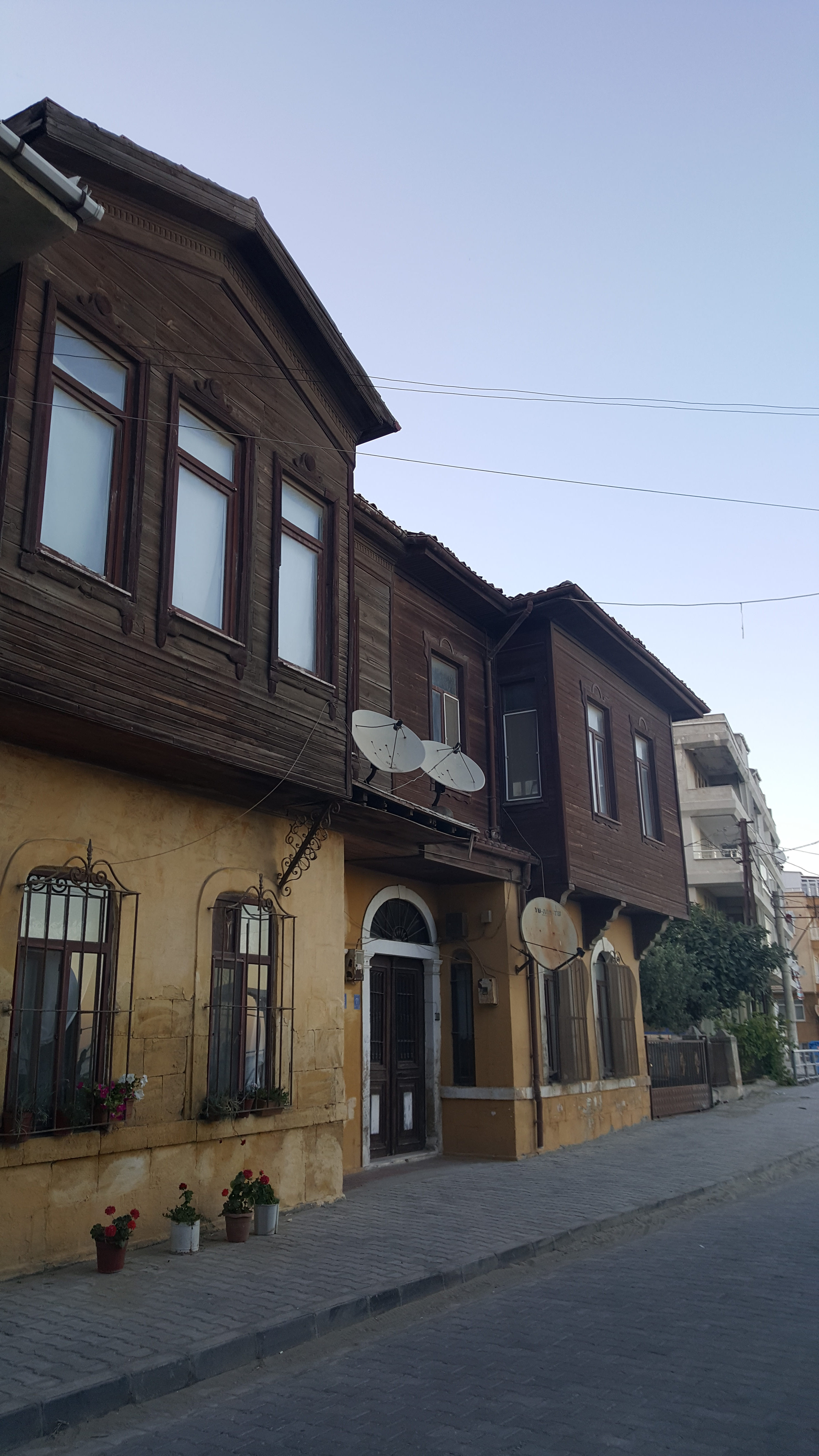